# Cals Frares (Tiana)
Cals Frares és una masia amb elements neoclàssics i romàntics de Tiana (Maresme) protegida com a bé cultural d'interès local.

## Descripció
És un edifici civil, es tracta d'una antiga masia transformada en casa senyorial. Té planta rectangular i l'alçat es distribueix en baixos, dos pisos, unes golfes i una coberta amb quatre vessants. Destaquen els annexos laterals, molt importants, com ara, un porxo de deu arcades sostingudes per pilars i amb elements decoratius neoclàssics com ho són les balustrades i les hídries. A la banda dreta, un accés directe duu a una petita capella.
És important assenyalar quins són els elements que formaven part de la construcció inicial: a la façana es poden veure les llindes, brancals i llindars de pedra que ja formaven part de l'antic mas, així com la porta adovellada, d'arc de mig punt, que a la reforma posterior fou coberta per un balcó amb balustrades suportat per columnetes de ferro colat.
Cal destacar, a la decoració, el frontó o coronació de la façana realitzat amb terra cuita, que representa motius vegetals que envolten un rellotge de sol. Damunt de totes les finestres ho a garlandes pintades i amb elements florals.

### Capella
Edifici religiós d'ús particular, de planta rectangular i una sola nau. El coronament ha quedat dins un mur més alt degut a la construcció d'un passatge directe entre la casa i la capella. Aquest coronament curvilini que combina les línies còncaves i convexes és l'únic element que dona una mica de dinamisme i ritme a la petita construcció.
La porta d'entrada presenta la llinda i els brancals de pedra. Al bell mig de la façana hi ha una finestra ovalada i a ala part superior es pot veure una empremta circular sense que en l'actualitat s'hi distingeixi res a l'interior. Possiblement del segle xviii i actualment en desús.

## Història
És probable que la reforma dati de principis del segle xix o almenys, la tanca exterior de ferro fou realitzada l'any 1848. El nom que rep la casa és degut, en un moment donat de l'evolució de l'edifici, un cop transformat, s'hi estigueren uns frares. Avui dia, la propietària no hi va mai, i els masovers s'hi estan en una petita casa lateral.